# Vinux
Vinux es una distribución de Linux que ha sido especialmente diseñado para ciegos y personas con deficiencia visual.  En concreto, se trata de una versión remasterizada de la popular distribución Ubuntu distribución y proporciona a los usuarios dos lectores de pantalla, dos lupas de pantalla completa y fijación global de  tamaño de fuente y de cambio de color. El sistema también es compatible con pantallas de Braille USB.
Vinux fue desarrollado originalmente en 2008 por Tony Sales, Soporte Técnico en el Real Colegio Nacional para Ciegos de Hereford, Reino Unido. Fue incluido por primera vez en DistroWatch el 1 de junio de 2010.

## Características
Vinux permite a los usuarios de computadoras ciegos y con discapacidad visual instalar una versión de Ubuntu de forma independiente. Incluye Orca (un lector de pantalla y lupa), Speakup (un lector de pantalla de consola), Compiz (una lupa basada en tecnología 3D) y soporte para pantallas Braille. Las pantallas Braille funcionan automáticamente cuando están conectadas y admiten Braille de grado 1 y 2. Vinux puede ejecutarse desde un CD en vivo o USB en vivo sin realizar ningún cambio en el sistema operativo actual. Se puede instalar en un USB o disco duro junto con un sistema operativo actual o como un reemplazo completo.